# Український фонд стартапів
Український фонд стартапів (Фонд Розвитку Інновацій) – державна інституція, що допомагає інноваційним проєктам та технологічним стартапам залучити кошти на ранніх етапах та запустити власні проєкти. Фонд є драйвером розвитку стартап-екосистеми, забезпечує умови для зростання сфери, формує позитивний інвестиційний імідж tech індустрії України за кордоном, репрезентує українські інноваційні рішення у всьому світі.
Створений у 2018 році за ініціативою Міністра фінансів України. З 2023 року перейшов до сфери управління Міністерства цифрової трансформації.

## Основні інструменти підтримки стартапів
Наприкінці 2019 року Український фонд стартапів почав приймати перші заявки в рамках грантової програми:
- 25 тис. дол. для команд на стадії pre-seed (ідея)
- 50 тис. дол. для стартапів на стадії seed (готовий життєздатний продукт – MVP)

Цільові сектори: агротехнології, штучний інтелект (AI), доповнена реальність (AR/VR), великі дані (BigData), блокчейн, освітні технології (EdTech), спосіб життя (Lifestyle), енергетика та екологія, фінансові технології (Fintech/Legaltech), eGovernment, охорона здоров’я, медіа та реклама, роздрібна торгівля, промисловість, безпека.
Фонд не фінансує: азартні ігри, виробництво та реалізацію небезпечних речовин, алкогольних та тютюнових виробів, ядерних технологій.
Паралельно з основною Грантовою програмою Фонд у лютому 2021 року надав можливість перспективним стартапам отримати фінансування до $10 000 для проходження навчальних програм відомих українських та міжнародних акселераторів (500 Global, Startup Wise Guys, Seed Forum Global, iHUB powered by NUMA, 1991 Accelerator, USMAC). За період реалізації програми підтримано 87 стартапів на загальну суму 26 076 тис. грн. Прийом заявок зупинено з 24 лютого 2022 року на підставі рішення Наглядової ради Фонду. За звітний період Фонд опрацював 215 заявок стартапів на участь в програмі. Станом на 01.12.2022 завершено 8 акселераційних програм, які успішно пройшло 84 стартапи.
З початку повномасштабного вторгнення Фонд розпочав активну підтримку проєктів defense tech та deep tech. Влітку 2022 року була запущена грантова програма проєктів подвійного призначення  – можливість отримати безповоротну фінансову допомогу від держави (до 35 тис. дол.) для проєктів з критично важливих індустрій: оборона, кібербезпека, охорона здоров’я, освіта, інфраструктурна відбудова. 
Всього було подано 272 заявки. Станом на 16.10.2023 профінансовано 44 заявки, серед яких:
- у сфері інфраструктурної відбудови – 7;
- у сфері оборони – 24;
- у сфері освіти – 7;
- у сфері охорони здоров’я – 5.

Прийом заявок на участь в програмі призупинено.
Наразі активною є наступна цільова програма Фонду:
- Програма Інноваційних Ваучерів [4] – це програма, яка забезпечує можливість для українських стартапів взяти участь в найбільших технологічних подіях світу. Відібрані на відкритій конкурсній основі делегації українських стартапів вже скористались можливістю презентувати свої проєкти на 26 найбільших технологічних подіях (Viva Technology у Франції, Collision у Канаді, Web Summit в Португалії та Бразилії, TechBBQ у Данії, Slush у Фінляндії, SaaStock в Ірландії, 4YFN в Іспанії, OMR Festival в Німеччині, ICT Spring в Люксембурзі, Latitude59 в Естонії, Nordeep Summit у Фінляндії, а також Tech Crunch Disrupt, SelectUSA Investment Summit, CES, SXSW, Startup Grind у США).

Від 24 лютого 2022 року Український фонд стартапів організував перші хакатони у defense tech спільно з Армією дронів, а також запустив найшвидший у світі fast track для введення в експлуатацію дронів, яким вже скористалися 43 виробників. 
У квітні 2023 року, Міністерство цифрової трансформації, Міністерство оборони, Генеральний штаб Збройних Сил України, Рада національної безпеки і оборони, Міністерство стратегічних галузей, Міністерство економіки запустили кластер оборонних технологій BRAVE1, що працює як єдине вікно галузі defense tech в Україні. Юридично кластер функціонує на базі Фонду розвитку інновацій.

## Історична довідка
Український фонд стартапів (офіційна назва – Фонд розвитку інновацій) зареєстрований у грудні 2018 року на підставі розпорядження Кабінету Міністрів України від 07 листопада 2018 року № 895-р «Про утворення Фонду розвитку інновацій». Презентація концепції роботи Фонду відбулась 11 липня 2019 року  і з цього часу Фонд фактично почав свою роботу. 2 грудня 2019 року Український фонд стартапів розпочав прийом заявок на отримання фінансування.
З 1 січня 2023 року перейшов до сфери управління Міністерства цифрової трансформації.

### Про статутний капітал:
Статутний капітал Фонду становить 439 729 600 грн.  Річний бюджет Фонду формується за рахунок коштів державного бюджету, передбачених для функціонування Фонду та для формування та/або збільшення його статутного капіталу, а також інших джерел, визначених Статутом. 

### Наглядова рада:
Наглядова рада Фонду – незалежний колегіальний орган, до складу якого входять 8 осіб: 
- Голова Наглядової ради Тігіпко Вікторія Вікторівна

- Заступник голови Наглядової ради Уайтхед Чарльз
- Секретар Наглядової ради Борняков Олександр Сергійович
- Член Наглядової ради Шимків Дмитро Анатолійович
- Член Наглядової ради Кошарна Олена
- Член Наглядової ради Довгополий Денис Анатолійович
- Член Наглядової ради Грибан Олександр Олександрович
- Член Наглядової ради Гусєв Юрій Веніамінович

Директор Фонду – Павло Карташов.

## Досягнення
Загалом, до початку війни Фонд проінвестував понад 250 українських стартапів на суму більш як $6,4 млн. Було проведено 37 пітч-днів за участі 413 стартапів, а кількість поданих заявок на участь у грантових програмах Фонду перевищила 4,5 тис.

### Станом на жовтень 2023 року:
- $8.7 млн профінансовано у вигляді грантів.
- 380+ команди стартапів отримали фінансування.
- 360+ заходів проведено, частина з них у партнерстві з міжнародними організаціями  (в т.ч. з EIT, EIC, USAID, GIZ, GIST, Glovo, AWS, Payoneer) та українськими партнерами (Мінцифра, МОН, Prometheus).
- 143 стартапи відвідали 26 найбільших технологічних події світу.
- 72 університети підписали Меморандум про співпрацю з Фондом для розвитку наукоємних проєктів.
- 205 активних експертів, які pro bono долучились до роботи Фонду.

### Ключові досягнення Фонду:
- Серед випускників USF – успішні на увесь світ компанії: Esper Bionics, Awesomic, Upswot, Finmap, Zeely та багато інших.
- У 2023 році Український фонд стартапів очолив рейтинг найбільш активних фондів з інвестиціями після повномасштабного вторгнення, уклавши за цей час рекордних 33 угоди з українськими проєктами.
- Фонд став першим від України партнером Європейської інноваційної ради в рамках програми EIC Ecosystem Partnerships and Co-Investment Support. [9]
- Фонд увійшов до складу консорціуму-переможця "Seeds of Bravery" (UASEED), що реалізовуватиме проєкт Європейської Інноваційної Ради (ЕІС) вартістю 20 мільйонів євро на підтримку української інноваційної спільноти.[10]
- У 2023 році Український фонд стартапів увійшов до пан’європейського консорціуму InterHEI EIT Food&Health,[11] в рамках якого реалізував ряд ініціатив (Insight Academy; Програма навчання, менторства та акселерації InterHEI Food and Health Innovators Ukraine; Перша мета-конференція «СТАРТ У FOODTECH»).

- Український фонд стартапів спільно з Мінцифрою та європейськими партнерами доєднались до об’єднання Євросоюзу Govtech4all, що має у своїй основі амбітну програму, спрямовану на розвиток широких можливостей для співпраці та навчання між європейськими країнами та відомствами.[12]
- У 2021 році 120+ команд долучилося до масштабного пітчингу стартапів від USF, під час якого було офіційно встановлено національний рекорд: наймасовіший пітчинг стартапів, у рамках якого 111 команд презентували власні проєкти.
- У 2020 році Фонд було визнано переможцем у номінації Impact of the Year найбільшого в Україні конкурсу Ukrainian IT Awards,[13] а вже наступного року УФС здобув перемогу в номінації Best Seed Finance Fund for Fintech у 2021 та 2022 роках від UAFIC.[14]
- За участі Фонду було організовано низку досліджень у сфері розвитку стартапів: Startup Voice (перше опитування стартапів з початку повномасштабного вторгнення); The country at war: The voice of Ukrainian Startups Survey; Карта стартапів із пріоритетними для інвестування вертикалями; Rising UA Startups: Resilience Edition – огляд 100 найбільш перспективних українських стартапів та успішних скейлапів.

## Діяльність

### Міжнародні конференції:
З 2021 року USF спільно з партнерами організував національні делегації на:
- Web Summit Lisbon – технологічна конференція, яка проводиться щорічно з 2009 року та збирає понад 70 000 відвідувачів з усього світу. Понад 900 спікерів, серед яких керівники та засновники таких компаній, як Binance, Revolut, Techstars, Checkout, Twitch та багато інших. 8 стартапів 2021 році: FinMap, SkyWorker, GIOS, SPOKK, Organization GG, Clasee. 24 стартапи у 2022 році: UBOS, ReLeaf, Jiffsy, Logos, Revisior, PeopleForce, Choice31, I3 Engineering, Liki24, BannerBoo, Kycaid, SkinnerAI, Lookerz, MISU, Keiki, Adminix, LabsArena.com, SCOPO, Awesomic, Birb, StanPass, Trustee Plus, DeHealth Network, Dooozen.

- Collision – одна з найбільших світових технологічних конференцій, яка відбувається у Торонто, Канада. 8 стартапів у 2022 році: (ImageryWard, NanitRobot, effa, zeely.app, Elai.io, Jiffsy Platform, Handy.AI, Harmix). 8 стартапів у 2023 році: Aspichi, CHARGEX, Handy.AI, LetsData, Nanit Robot, Platma, ProcessMIX, Vanongo.
- CES – найбільша технологічна виставка хардверних стартапів, власником і організатором якої є Асоціація споживчих технологій (CTA). Захід проходить у Лас-Вегасі, США. 8 стартапів у 2022 році: Esper Bionics, Effa, ComebackMobility, Unlink VR, Manna, Neverdark, Cardiomo, Qudi. 12 стартапів у 2023 році: Releaf PAPER & BAGS, Rekava, Melt Water Club, OptySun filters, i3 Engineering, Nanit Robot, Corner, Knopka, WheelKeep, Solar Plex, Еfarm.pro, G-Mak. Стартап Esper Bionics, роботизований протез на основі штучного інтелекту, який презентував свій продукт на міжнародній арені в рамках української делегації на CES 2022 потрапив на обкладинку журналу Time та був визнаний одним із 200 найкращих винаходів 2022. Сleantech стартап Releaf Paper, який був учасником делегації на CES 2023, розробив унікальну технологію виробництва паперу з опалого листя і став переможцем програми EIC Accelerator 2022 від Єврокомісії. Команда вийшла на ринок Франції та має намір збудувати власну фабрику вартістю €3,5 млн, з яких €2,5 млн профінансується грантом Єврокомісії.

- TechCrunch Disrupt – одна з найбільш відомих подій для стартапів у світі, що відбувається у Сан-Франциско, США. 10 стартапів у 2022 році: Electronic KYC, Nanit robot, QAI Pawa, Harmix, Cardiomo, Shortage UA, Howly, Numo ADHD, Zeeon, Vanongo. 10 стартапів у 2023 році: Anima, Datuum, Elai.io, LetsData, Mindly, Noty.ai, Obimy, PeopleForce, Trible, Under Defense.
- SXSW 2022 – міжнародна конференція South by Southwest (SXSW) в Остіні, США, яка охоплює безліч треків про найважливіші досягнення в галузі технологій, інновацій, культури та інших сферах. 6 стартапів у 2022 році: FRAMIORE, Effa, FlashBeats, deep3dstudio, Proof-of-Love, SPOKK. 5 стартапів у 2023 році: Esports Charts, Aspichi, 3DLOOK, Mriya production, obimy.
- Startup Grind Global – глобальна конференція для представників стартапів, власників компаній-гігантів, партнерів та інвестиційних фондів з усього світу, що проходить у Кремнієвій долині, США. 10 стартапів у 2022 році: CASERS.io, Akurateco, GIOS, Getpin, FlyAgData, Lookerz, Proof-of-Love, Mosqitter, Revision, Cleanmydata. 15 стартапів у 2023 році: Spendbase, Zeeon, EQ.app, Aspichi, G-MAK, Adminix, efarm.pro, Knowledgator Engineering, Party.Space, Fuelfinance, XSight, INPUT SOFT, Streams Charts, FuelWell, Liki24.
- SelectUSA Investment Summit – головний захід з просування прямих іноземних інвестицій, що відбувається у Вашингтоні, США. 7 стартапів у 2023 році: A.D.A.M., Calmerry, DeHealth, Djooky, LetsData, UD WarRoom, Wantent.
- Web Summit Rio масштабний глобальний захід, який вперше пройшов у Ріо-де-Жанейро, Бразилія у 2023 році. В конференції взяли участь близько 500 інвесторів, 750 стартапів та 15000 відвідувачів. 8 стартапів у 2023 році: Anna Maly, Kycaid, Stripo, UBOS, Uspacy, Orderry, Mosqitter та FuelWell.
- Viva Technology – щорічна всесвітня технологічна конференція в Парижі, Франція, яка збирає понад 25 000 відвідувачів зі 149 країн. Спікерами заходу виступають лідери технологічного світу, зокрема, Ілон Маск, Бернар Арно (президент і генеральний директор LVMH), Чанпенг Чжао (засновник і генеральний директор Binance), Президент Франції Емманюель Макрон. 14 стартапів у 2022 році: MISU, Akurateco – White-Label Payment Platform, WheelKeep, Cardio.AI, CASES, Clin Case Quest, Fruittorg, Avocado AI, Lookerz, fprojo, zeely.app, Elai.io, INPUT SOFT, Mosqitter. 12 стартапів у 2023 році: Qudi, Revisior, Skillzrun.com, MISU, G-MAK, Elomia Health, Orderry, InVisionaryBox, FlightMindAl, Uspacy, Adminix, UGLA. У 2022 році стартап MISU, мобільний додаток і розумний пристрій, який може передбачити критичні захворювання ще до їх появи, став єдиним українським стартапом, що запітчив свою ідею Президенту Франції Емманюелю Макрону. А в 2023 році свій продукт президенту Франції представив стартап Skillzrun.com – система управління навчанням, яка дозволяє створити власний мобільний застосунок для учнів, співробітників або клієнтів.  У 2023 році український Releaf Paper став одним з 18 фіналістів премії LVMH Innovation Award.
- London Tech Week – щорічна виставка-фестиваль з понад 30 000 відвідувачів: представників стартапів, компаній з десятків країн світу, лідерів думок, політиків та інвесторів. 8 скейлапів у 2023 році: Datrics, Finmap, Getpin, Howly, MELT WATER CLUB, Reply.io, Webitel, YouTeam.
- 4YFN в рамках MWC Barcelona 2023 – найбільший та найвпливовіший конгрес з мобільних технологій. 8 стартапів у 2023 році: Numo ADHD, Zeely, XSight, Finmap, SUITSME, DeHealth, Vanongo, Saldo Apps. Серед представлених проєктів у Барселоні брав участь український стартап FINMAP.online, який у 2023 році оголосив про залучення $1,2 млн інвестицій від групи міжнародних VC фондів (SMOK Ventures, Presto та інших).
- OMR Festival – міжнародна конференція в Гамбурзі для лідерів з цифрового та маркетингового простору. 11 стартапів у 2023 році: GIOS, Releaf Paper, LetsData, YouScan, CASES, MELT WATER CLUB, Dooozen.io, MISU, UBOS.tech, Uspacy та Revisior.
- SaaStock – одна з найбільш визначних SaaS-конференцій, що відбувається в Дубліні, Ірландія та об'єднує понад 5000 фаундерів, 400+ інвесторів.  8 стартапів у 2022 році: PromoRepublic, Influ2, YouScan, Fuelfinance, Awesomic, Finmap, Activechat, Getpin. 5 стартапів у 2023 році: Platma, Folderly, RemOnline, Reply.io, Trible.
- Latitude59 – флагманська стартап-подія північної Європи, яка проходить в Таллінні, Естонія. Серед спікерів заходу президент Естонії Алар Каріс, Прем'єр-міністр Кая Каллас, а також представники НАТО, Google, Plug and Play та інших впливових організацій. 5 стартапів у 2023 році: Bakksy, Kycaid, NeuCurrent, Fintellect та Akurateco.

- ICT Spring – низка конференцій, виставок та демонстрацій останніх технологічних тенденцій та розробок, що проходить в Люксембурзі, Люксембург. 7 стартапів у 2023 році: UBOS, Agrobon, CONSULTANT Legal marketplace, PLATMA, Wit by PettersonApps, CleverFleet, DrugCards.

- TechBBQ – найбільша технологічна конференція Скандинавії, яка відбувається в Копенгагені, Данія, та щорічно експертно поєднує tech & hygge.  8 стартапів у 2022 році: S.Lab, GIOS, Akurateco, i3 Engineering, Zeely, SmartZavod, Qela App, AirLaw.Pro.
- Nordeep Summit – найбільша deep-tech конференція Північної Європи, яка відбувається в Еспо, Фінляндія. 6 українських компаній у 2023 році: Knowledgator, Mantis Analytics, Melt Water Club, MySat UA, S.Lab, SmartZavod.
- Slush – некомерційна подія для стартапів та найбільше зібрання венчурних інвесторів, що проходить у Гельсінкі, Фінляндія. 8 стартапів у 2022 році: Releaf Paper, S.Lab, i3 Engineering, Revisior, INPUT SOFT, Akurateco, Knopka, FRUITTORG, AirLaw.Pro, Module. Український стартап Zeely, гейм-ченджер для старту онлайн-продажів малих підприємств потрапив до трійки фіналістів серед 1200 конкурентів на SLUSH 2022.

Делегації та представлення українських стартапів на міжнародній арені були реалізовані за допомогою партнерів Українського фонду стартапів, а саме Міністерства цифрової трансформації України, USAID Competitive Economy Program in Ukraine (USAID CEP), Western NIS Enterprise Fund (WNISEF), Global Innovation through Science and Technology (GIST) та інших партнерів.

### Освітні заходи:
- Курс «Підприємницький університет» від YEP, який читається в рамках університетів по всій Україні, аби студенти могли отримати навички для розвитку власної справи.[15]
- Online Mentor Science&Business – започаткована спільно з МОН програма, що призначена для відпрацювання інноваційних ідей та підготовки їх до Акселерації.
- Серія заходів Science&Business для науковців, стартапів і підприємців на ранніх стадіях розвитку у галузі наукоємних інновацій та технологій, які готові були публічно презентувати свої проєкти провідним компаніям та експертам з метою подальшої колаборації.
- Science & Business-GIST Pitch Days – конкурс для науковців та підприємців з готовими наукоємними рішеннями, за результатами якого 25 українських стартапів отримали $125 000 підтримки.[16]
- YEP! Startup Campus 2023 – подія, покликана об’єднати амбітні студентські стартапи та топових представників світової стартап-спільноти, щоб обговорити університетське підприємництво.
- Відбір українських студентських стартапів на участь в «University Startup World Cup» для того, аби представити свій проєкт на міжнародній арені в Данії.
- Vacuum Deep Tech Acceleration – програма розвитку наукоємних та технологічних проєктів через ефективну співпрацю між університетами, науковими та дослідницькими установами, державними установами та організаціями, а також
- Innovation Breakthrough Day 2023 – презентація наукоємних проєктів, під час якої науковці продемонстрували свої розробки урядовцям і народним депутатам. Під час зустрічі відбувся пітчинг десяти проєктів з низки різноманітних сфер – від медицини до аграрних технологій та сировинних матеріалів